# Saint-Lambert-la-Potherie
 Saint-Lambert-la-Potherie  es una población y comuna francesa, en la región de Países del Loira, departamento de Maine y Loira, en el distrito de Angers y cantón de Angers-Nord.

## Demografía
| 385 | 421 | 744 | 1688 | 2079 | 2209 |
| Para los censos de 1962 a 1999 la población legal corresponde a la población sin duplicidades (Fuente: INSEE [Consultar]) |     |     |      |      |      |